# Caryophyllia arnoldi
Espèce
Statut CITES
Caryophyllia arnoldi est une espèce de coraux appartenant à la famille des Caryophylliidae.